# Образование в Южном Судане
Образование в Южном Судане представлено как сетью государственных, так и частных (католических) учебных заведений.
Уровень грамотности населения Южного Судана один из самых низких в мире. Согласно некоторым оценкам 80 % населения не умеют ни читать, ни писать. Во время референдума участникам голосования предлагались бюллетени, на которых были отпечатаны две картинки — слева одна раскрытая ладонь, символизировавшая независимость, а справа — рукопожатие, что означало символ сохранения единства страны.

## Университеты
Из высших учебных заведений в стране действуют Университет Джубы, Католический университет Судана, Университет Верхнего Нила и Университет Бахр-эль-Газаля. Из-за гражданской войны три университета (Джубы, Верхнего Нила и Бахр-эль-Газаля) в начале 1990-х в целях безопасности переместилось на север страны и разместились в столице Судана Хартуме. После окончания войны они планировали открыться в начале мая 2011 года и вернуться на юг 9 июля 2011 года, в день признания независимости Южного Судана. Однако из-за многочисленных организационных и финансовых проблем этого не случилось. В частности, согласно заявлению представителей правительства Южного Судана, к июлю была выделена только половина из 12 млн долларов США, предназначенных для строительства общежитий, лабораторий и лекционных залов, необходимых для полноценного образовательного процесса. При этом выражалась надежда, что минимально необходимые условия для открытия университетов будут созданы в ближайшие три месяца.